# Diego Martínez Barrio

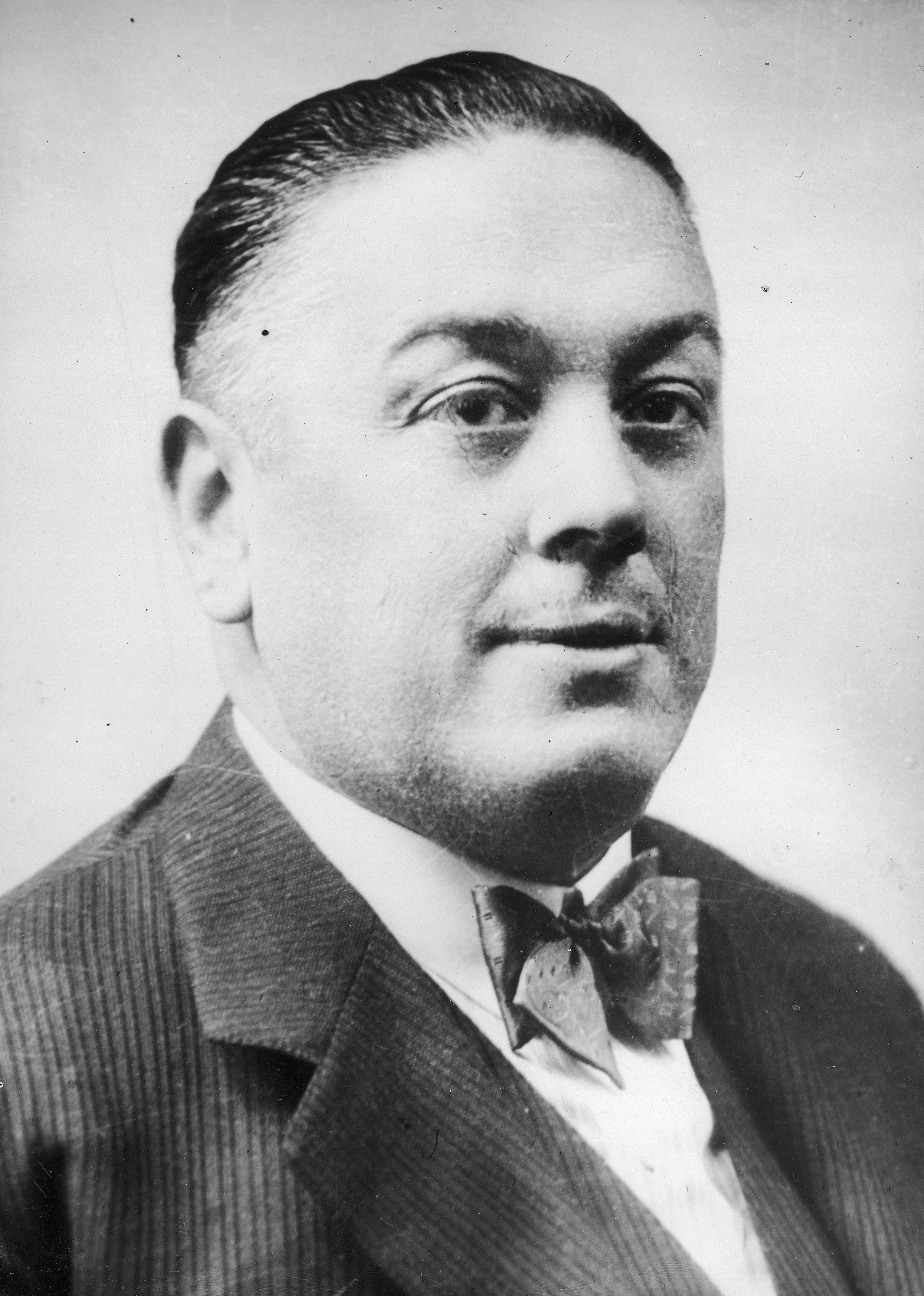
Diego Martínez Barrio in 1931.

Diego Martínez Barrio (Sevilla, 25 november 1885 – Parijs, 1 januari 1962) was een Spaans republikeins politicus. 
Barrio volgde een opleiding tot typograaf en werd reeds tijdens zijn schooljaren een overtuigd republikein. In 1908 werd hij lid van de Partij van Radicale Republikeinen (hierna PRR) van Alejandro Lerroux. Tussen 1910 en 1923 was hij lid van de gemeenteraad van Sevilla. Na de staatsgreep van Miguel Primo de Rivera werden de politieke partijen afgeschaft en werden de politici - onder wie Barrio - uit hun functie ontheven.
In december 1930 nam hij deel aan een mislukte opstand in Andalusië en moest hij naar Frankrijk uitwijken. Na de uitroeping van de republiek (14 april 1931) keerde hij naar Spanje terug. Van 1931 tot 1933 was hij minister van Posterijen. In 1933 was hij korte tijd premier en later dat jaar minister van Binnenlandse Zaken onder Lerroux. In 1934 trad hij uit de PRR vanwege de koers van partijleider Alejandro Lerroux. Barrio stichtte daarop de Republikeinse Unie (UR). 
De UR sloot zich voor de verkiezingen van 1936 aan bij het Volksfront. Het Volksfront behaalde op 16 februari 1936 een nipte overwinning op het rechtse Nationaal Front. Barrio werd voorzitter van de nieuwe Cortes.
Op 7 april 1936 trad president Niceto Alcala Zamora af, gedwongen door het Volksfront. Van 7 april 1936 tot 11 mei 1936 was Diego Barrio interim-president van Spanje. Op 11 mei werd premier Manuel Azaña de tweede president van de republiek. 
Op 18 juli 1936 begon de opstand van nationalistische militairen onder leiding van generaal Emilio Mola. President Azaña benoemde daarop in de nacht van 18 op 19 juli Barrio tot premier om te gaan onderhandelen met generaal Mola en hem het ministerschap van Oorlog aan te bieden in de regering. Mola ging daar niet op in en Barrio's missie, onderhandelingen met de nationalisten, was mislukt. Nog dezelfde dag trad Barrio als premier af om plaats te maken voor de linksere José Giral.
Tot aan het einde van de Spaanse Burgeroorlog vervulde Barrio het voorzitterschap van de Cortes (parlement) en na het aftreden van Azaña, op 1 maart 1939, werd hij van rechtswege president van de republiek. Reeds op 4 maart trad hij als zodanig af en legde hij de macht in handen van de Nationale Defensie Raad, die inmiddels de onderhandelingen met Francisco Franco, de leider van de nationalisten, was begonnen.
Barrio vertrok naar Mexico en op 18 augustus 1945 werd hij als president van de Spaanse Republiek in ballingschap gekozen. Hij bekleedde dit ambt tot 1 januari 1962
- Biblioteca Nacional de España: XX996668
- Bibliothèque nationale de France: cb15943684g (data)
- Catàleg d'autoritats de noms i títols de Catalunya: 981058608328906706
- Gemeinsame Normdatei: 13867325X
- International Standard Name Identifier: 0000 0000 8102 5066
- Library of Congress Control Number: n84114004
- Nationale Bibliotheek van Tsjechië: uk2013769834
- Nederlandse Thesaurus van Auteursnamen: 132101157
- SNAC: w63v3rw8
- Système universitaire de documentation: 093936648
- Trove: 1068046
- Virtual International Authority File: 23542933
- WorldCat: E39PBJxmMhrVmf6PfMKYWJkJjC